# Eisschnelllauf-Sprintweltmeisterschaft 1996
Die 27. Eisschnelllauf-Sprintweltmeisterschaft wurde vom 17. bis 18. Februar 1996 im niederländischen Heerenveen (Thialf) ausgetragen.

## Wettbewerb
- 115 Sportler aus 20 Nationen nahmen am Mehrkampf teil

| Teilnehmende Nationen                         | Teilnehmende Nationen               | Teilnehmende Nationen                 | Teilnehmende Nationen            | Teilnehmende Nationen                       |
| --------------------------------------------- | ----------------------------------- | ------------------------------------- | -------------------------------- | ------------------------------------------- |
| Österreich Belarus Kanada Volksrepublik China | Finnland Deutschland Ungarn Italien | Japan Kasachstan Südkorea Niederlande | Norwegen Polen Rumänien Russland | Schweiz Schweden Ukraine Vereinigte Staaten |

### Frauen

#### Endstand
- Zeigt die zwölf erfolgreichsten Sportlerinnen der Sprint-WM

| Rang | Name                 | 1. Lauf 500 Meter | Pkt.  | 1. Lauf 1.000 Meter | Pkt.  | 2. Lauf 500 Meter | Pkt.  | 2. Lauf 1.000 Meter | Pkt.  | Gesamt- pkt. |
| ---- | -------------------- | ----------------- | ----- | ------------------- | ----- | ----------------- | ----- | ------------------- | ----- | ------------ |
| 1    | Chris Witty          | 40,44 (8)         | 40,44 | 1:20,63 (1)         | 40,31 | 40,43 (11)        | 40,43 | 1:19,97 (1)         | 39,98 | 161,170      |
| 2    | Edel Therese Høiseth | 40,33 (4)         | 40,33 | 1:21,13 (2)         | 40,56 | 40,10 (3)         | 40,10 | 1:20,71 (5)         | 40,35 | 161,350      |
| 3    | Franziska Schenk     | 40,46 (9)         | 40,46 | 1:22,68 (15)        | 41,34 | 40,32 (8)         | 40,32 | 1:20,30 (2)         | 40,15 | 162,270      |
| 4    | Oxana Rawilowa       | 40,34 (5)         | 40,34 | 1:22,10 (9)         | 41,05 | 40,34 (9)         | 40,34 | 1:21,51 (7)         | 40,75 | 162,485      |
| 5    | Annamarie Thomas     | 40,83 (12)        | 40,83 | 1:21,60 (4)         | 40,80 | 40,60 (13)        | 40,60 | 1:20,77 (6)         | 40,38 | 162,615      |
| 6    | Catriona LeMay       | 39,88 (2)         | 39,88 | 1:23,49 (21)        | 41,74 | 39,96 (1)         | 39,96 | 1:22,67 (17)        | 41,33 | 162,920      |
| 7    | Tomomi Okazaki       | 40,36 (6)         | 40,36 | 1:22,53 (14)        | 41,26 | 40,01 (2)         | 40,01 | 1:22,67 (17)        | 41,33 | 162,970      |
| 8    | Shiho Kusunose       | 41,26 (19)        | 41,26 | 1:22,02 (8)         | 41,01 | 40,60 (13)        | 40,60 | 1:20,40 (3)         | 40,20 | 163,070      |
| 9    | Xue Ruihong          | 40,36 (6)         | 40,36 | 1:22,75 (16)        | 41,37 | 40,12 (4)         | 40,12 | 1:22,85 (19)        | 41,42 | 163,280      |
| 10   | Becky Sundstrom      | 40,91 (14)        | 40,91 | 1:22,24 (10)        | 41,12 | 40,71 (15)        | 40,71 | 1:21,62 (8)         | 40,81 | 163,550      |
| 11   | Susan Auch           | 40,22 (3)         | 40,22 | 1:23,00 (18)        | 41,50 | 40,48 (12)        | 40,48 | 1:23,30 (22)        | 41,65 | 163,850      |
| 12   | Christine Aaftink    | 41,20 (18)        | 41,20 | 1:21,87 (6)         | 40,93 | 41,01 (19)        | 41,01 | 1:21,64 (9)         | 40,82 | 163,965      |

#### 1. Lauf 500 Meter
| Platz | Name                       | Land                      | Zeit  | Punkte |
| ----- | -------------------------- | ------------------------- | ----- | ------ |
| 1     | Swetlana Schurowa          | Russland                  | 39,85 | 39,85  |
| 2     | Catriona LeMay             | Kanada                    | 39,88 | 39,88  |
| 3     | Susan Auch                 | Kanada                    | 40,22 | 40,22  |
| 4     | Edel Therese Høiseth       | Norwegen                  | 40,33 | 40,33  |
| 5     | Oxana Rawilowa             | Russland                  | 40,34 | 40,34  |
| 6     | Tomomi Okazaki Xue Ruihong | Japan Volksrepublik China | 40,36 | 40,36  |
| 8     | Chris Witty                | Vereinigte Staaten        | 40,44 | 40,44  |
| 9     | Franziska Schenk           | Deutschland               | 40,46 | 40,46  |
| 10    | Kyoko Shimazaki            | Japan                     | 40,59 | 40,59  |
|       |                            |                           |       |        |
| 15    | Anke Baier                 | Deutschland               | 40,97 | 40,97  |
| 20    | Emese Hunyady              | Österreich                | 41,46 | 41,46  |
| 24    | Ulrike Adeberg             | Deutschland               | 41,87 | 41,87  |
| 30    | Sabine Völker              | Deutschland               | 51,88 | 51,88  |

#### 1. Lauf 1.000 Meter
| Platz | Name                 | Land               | Zeit    | Punkte |
| ----- | -------------------- | ------------------ | ------- | ------ |
| 1     | Chris Witty          | Vereinigte Staaten | 1:20,63 | 40,31  |
| 2     | Edel Therese Høiseth | Norwegen           | 1:21,13 | 40,56  |
| 3     | Sabine Völker        | Deutschland        | 1:21,46 | 40,73  |
| 4     | Annamarie Thomas     | Niederlande        | 1:21,60 | 40,80  |
| 5     | Sandra Zwolle        | Niederlande        | 1:21,66 | 40,83  |
| 6     | Christine Aaftink    | Niederlande        | 1:21,87 | 40,93  |
| 7     | Chiharu Nozaki       | Japan              | 1:22,01 | 41,00  |
| 8     | Shiho Kusunose       | Japan              | 1:22,02 | 41,01  |
| 9     | Oxana Rawilowa       | Russland           | 1:22,10 | 41,05  |
| 10    | Becky Sundstrom      | Vereinigte Staaten | 1:22,24 | 41,12  |
| 11    | Ulrike Adeberg       | Deutschland        | 1:22,40 | 41,20  |
|       |                      |                    |         |        |
| 15    | Franziska Schenk     | Deutschland        | 1:22,68 | 41,34  |
| 19    | Anke Baier           | Deutschland        | 1:23,02 | 41,51  |
| 22    | Emese Hunyady        | Österreich         | 1:23,59 | 41,79  |

#### 2. Lauf 500 Meter
| Platz | Name                 | Land                | Zeit  | Punkte |
| ----- | -------------------- | ------------------- | ----- | ------ |
| 1     | Catriona LeMay       | Kanada              | 39,96 | 39,96  |
| 2     | Tomomi Okazaki       | Japan               | 40,01 | 40,01  |
| 3     | Edel Therese Høiseth | Norwegen            | 40,10 | 40,10  |
| 4     | Xue Ruihong          | Volksrepublik China | 40,12 | 40,12  |
| 5     | Sabine Völker        | Deutschland         | 40,28 | 40,28  |
| 6     | Kyoko Shimazaki      | Japan               | 40,29 | 40,29  |
| 7     | Wang Manli           | Volksrepublik China | 40,30 | 40,30  |
| 8     | Franziska Schenk     | Deutschland         | 40,32 | 40,32  |
| 9     | Oxana Rawilowa       | Russland            | 40,34 | 40,34  |
| 10    | Jin Hua              | Volksrepublik China | 40,35 | 40,35  |
|       |                      |                     |       |        |
| 21    | Anke Baier           | Deutschland         | 41,29 | 41,29  |
| 24    | Ulrike Adeberg       | Deutschland         | 41,63 | 41,63  |
| 25    | Emese Hunyady        | Österreich          | 41,79 | 41,79  |

#### 2. Lauf 1.000 Meter
| Platz | Name                 | Land               | Zeit    | Punkte |
| ----- | -------------------- | ------------------ | ------- | ------ |
| 1     | Chris Witty          | Vereinigte Staaten | 1:19,97 | 39,98  |
| 2     | Franziska Schenk     | Deutschland        | 1:20,30 | 40,15  |
| 3     | Shiho Kusunose       | Japan              | 1:20,40 | 40,20  |
| 4     | Sabine Völker        | Deutschland        | 1:20,58 | 40,29  |
| 5     | Edel Therese Høiseth | Norwegen           | 1:20,71 | 40,35  |
| 6     | Annamarie Thomas     | Niederlande        | 1:20,77 | 40,38  |
| 7     | Oxana Rawilowa       | Russland           | 1:21,51 | 40,75  |
| 8     | Becky Sundstrom      | Vereinigte Staaten | 1:21,62 | 40,81  |
| 9     | Christine Aaftink    | Niederlande        | 1:21,64 | 40,82  |
| 10    | Kweon Hee-joo        | Südkorea           | 1:21,70 | 40,85  |
|       |                      |                    |         |        |
| 13    | Emese Hunyady        | Österreich         | 1:22,21 | 41,10  |
| 14    | Anke Baier           | Deutschland        | 1:22,24 | 41,12  |
| 16    | Ulrike Adeberg       | Deutschland        | 1:22,57 | 41,28  |

### Männer

#### Endstand
- Zeigt die zwölf erfolgreichsten Sportler der Sprint-WM

| Rang | Name                  | 1. Lauf 500 Meter | Pkt.  | 1. Lauf 1.000 Meter | Pkt.  | 2. Lauf 500 Meter | Pkt.  | 2. Lauf 1.000 Meter | Pkt.  | Gesamt- pkt. |
| ---- | --------------------- | ----------------- | ----- | ------------------- | ----- | ----------------- | ----- | ------------------- | ----- | ------------ |
| 1    | Sergei Klewtschenja   | 36,42 (2)         | 36,42 | 1:13,25 (1)         | 36,62 | 36,06 (2)         | 36,06 | 1:13,10 (1)         | 36,55 | 145,655      |
| 2    | Hiroyasu Shimizu      | 36,26 (1)         | 36,26 | 1:14,63 (10)        | 37,31 | 35,95 (1)         | 35,95 | 1:13,22 (2)         | 36,61 | 146,135      |
| 3    | Manabu Horii          | 36,78 (5)         | 36,78 | 1:14,17 (3)         | 37,08 | 36,33 (3)         | 36,33 | 1:14,21 (11)        | 37,10 | 147,300      |
| 4    | Jaegal Seong-yeol     | 36,77 (4)         | 36,77 | 1:15,08 (16)        | 37,54 | 36,52 (4)         | 36,52 | 1:13,38 (3)         | 36,69 | 147,520      |
| 5    | Sylvain Bouchard      | 36,95 (7)         | 36,95 | 1:14,50 (5)         | 37,25 | 36,80 (9)         | 36,80 | 1:13,44 (4)         | 36,72 | 147,720      |
| 6    | Roger Strøm           | 36,94 (6)         | 36,94 | 1:14,65 (11)        | 37,32 | 36,58 (5)         | 36,58 | 1:14,42 (14)        | 37,21 | 148,055      |
| 7    | Yasunori Miyabe       | 36,75 (3)         | 36,75 | 1:14,92 (15)        | 37,46 | 36,85 (12)        | 36,85 | 1:14,11 (8)         | 37,05 | 148,115      |
| 8    | Wadim Schakschakbajew | 37,11 (9)         | 37,11 | 1:14,60 (9)         | 37,30 | 36,71 (7)         | 36,71 | 1:14,11 (8)         | 37,05 | 148,175      |
| 9    | Casey Fitzrandolph    | 37,14 (11)        | 37,14 | 1:14,74 (12)        | 37,37 | 36,81 (11)        | 36,81 | 1:14,34 (13)        | 37,17 | 148,490      |
| 10   | Hiroaki Yamakage      | 37,13 (10)        | 37,13 | 1:15,45 (18)        | 37,72 | 36,76 (8)         | 36,76 | 1:14,56 (15)        | 37,28 | 148,895      |
| 11   | Ådne Søndrål          | 37,50 (16)        | 37,50 | 1:14,01 (2)         | 37,00 | 37,44 (21)        | 37,44 | 1:14,08 (7)         | 37,04 | 148,985      |
| 12   | Matthias Pfeiffer     | 37,56 (17)        | 37,56 | 1:14,85 (14)        | 37,42 | 37,16 (17)        | 37,16 | 1:14,28 (12)        | 37,14 | 149,285      |

#### 1. Lauf 500 Meter
| Platz | Name                  | Land        | Zeit  | Punkte |
| ----- | --------------------- | ----------- | ----- | ------ |
| 1     | Hiroyasu Shimizu      | Japan       | 36,26 | 36,26  |
| 2     | Sergei Klewtschenja   | Russland    | 36,42 | 36,42  |
| 3     | Yasunori Miyabe       | Japan       | 36,75 | 36,75  |
| 4     | Jaegal Seong-yeol     | Südkorea    | 36,77 | 36,77  |
| 5     | Manabu Horii          | Japan       | 36,78 | 36,78  |
| 6     | Roger Strøm           | Norwegen    | 36,94 | 36,94  |
| 7     | Sylvain Bouchard      | Kanada      | 36,95 | 36,95  |
| 8     | Mike Ireland          | Kanada      | 36,97 | 36,97  |
| 9     | Wadim Schakschakbajew | Kasachstan  | 37,11 | 37,11  |
| 10    | Hiroaki Yamakage      | Japan       | 37,13 | 37,13  |
|       |                       |             |       |        |
| 12    | Michael Künzel        | Deutschland | 37,22 | 37,22  |
| 14    | Roland Brunner        | Österreich  | 37,45 | 37,45  |
| 17    | Matthias Pfeiffer     | Deutschland | 37,56 | 37,56  |

#### 1. Lauf 1.000 Meter
| Platz | Name                       | Land            | Zeit    | Punkte |
| ----- | -------------------------- | --------------- | ------- | ------ |
| 1     | Sergei Klewtschenja        | Russland        | 1:13,25 | 36,62  |
| 2     | Ådne Søndrål               | Norwegen        | 1:14,01 | 37,00  |
| 3     | Manabu Horii               | Japan           | 1:14,17 | 37,08  |
| 4     | Gerard van Velde           | Niederlande     | 1:14,23 | 37,11  |
| 5     | Sylvain Bouchard           | Kanada          | 1:14,50 | 37,25  |
| 6     | Alexander Kibalko          | Russland        | 1:14,51 | 37,25  |
| 7     | Kevin Overland Grunde Njøs | Kanada Norwegen | 1:14,55 | 37,27  |
| 9     | Wadim Schakschakbajew      | Kasachstan      | 1:14,60 | 37,30  |
| 10    | Hiroyasu Shimizu           | Japan           | 1:14,63 | 37,31  |
|       |                            |                 |         |        |
| 13    | Michael Künzel             | Deutschland     | 1:14,75 | 37,37  |
| 14    | Matthias Pfeiffer          | Deutschland     | 1:14,85 | 37,42  |
| 20    | Roland Brunner             | Österreich      | 1:15,52 | 37,76  |

#### 2. Lauf 500 Meter
| Platz | Name                         | Land            | Zeit  | Punkte |
| ----- | ---------------------------- | --------------- | ----- | ------ |
| 1     | Hiroyasu Shimizu             | Japan           | 35,95 | 35,95  |
| 2     | Sergei Klewtschenja          | Russland        | 36,06 | 36,06  |
| 3     | Manabu Horii                 | Japan           | 36,33 | 36,33  |
| 4     | Jaegal Seong-yeol            | Südkorea        | 36,52 | 36,52  |
| 5     | Roger Strøm                  | Norwegen        | 36,58 | 36,58  |
| 6     | Alexandr Golubew             | Russland        | 36,67 | 36,67  |
| 7     | Wadim Schakschakbajew        | Kasachstan      | 36,71 | 36,71  |
| 8     | Hiroaki Yamakage             | Japan           | 36,76 | 36,76  |
| 9     | Sylvain Bouchard Grunde Njøs | Kanada Norwegen | 36,80 | 36,80  |
|       |                              |                 |       |        |
| 17    | Matthias Pfeiffer            | Deutschland     | 37,16 | 37,16  |
| 18    | Roland Brunner               | Österreich      | 37,17 | 37,17  |
| 19    | Michael Künzel               | Deutschland     | 37,25 | 37,25  |

#### 2. Lauf 1.000 Meter
| Platz | Name                                  | Land             | Zeit    | Punkte |
| ----- | ------------------------------------- | ---------------- | ------- | ------ |
| 1     | Sergei Klewtschenja                   | Russland         | 1:13,10 | 36,55  |
| 2     | Hiroyasu Shimizu                      | Japan            | 1:13,22 | 36,61  |
| 3     | Jaegal Seong-Yeol                     | Südkorea         | 1:13,38 | 36,69  |
| 4     | Sylvain Bouchard                      | Kanada           | 1:13,44 | 36,72  |
| 5     | Grunde Njøs                           | Norwegen         | 1:13,76 | 36,88  |
| 6     | Roland Brunner                        | Österreich       | 1:13,98 | 36,99  |
| 7     | Ådne Søndrål                          | Norwegen         | 1:14,08 | 37,04  |
| 8     | Wadim Schakschakbajew Yasunori Miyabe | Kasachstan Japan | 1:14,11 | 37,05  |
| 10    | Gerard van Velde                      | Niederlande      | 1:14,20 | 37,10  |
|       |                                       |                  |         |        |
| 12    | Matthias Pfeiffer                     | Deutschland      | 1:14,28 | 37,14  |
| 24    | Michael Künzel                        | Deutschland      | 1:15,42 | 37,71  |